# Andreas Kollender
Andreas Kollender (* 25. September 1964 in Duisburg) ist ein deutscher Schriftsteller.

## Leben
Kollender studierte Germanistik und Philosophie in Düsseldorf.

## Auszeichnungen
2004 wurde Kollender mit dem Literaturpreis Ruhrgebiet ausgezeichnet.

## Werke
- Teori. Die Geschichte des Georg Forster, 2000
- Der Todfeind, 2001
- Vor der Wüste, 2004
- Kolbe, 2015 (über den Widerstandskämpfer Fritz Kolbe)
- Von allen guten Geistern, 2017
- Libertys Lächeln. Pendragon, 2019
- Das endlose Leben. Pendragon, 2019
- The Honest Spy. Amazon Crossing, 2017